# Kaletnik (województwo podlaskie)
Kaletnik – wieś w Polsce położona w województwie podlaskim, w powiecie suwalskim, w gminie Szypliszki (w południowej jej części).
| SIMC    | Nazwa         | Rodzaj    |
| ------- | ------------- | --------- |
| 0770212 | Kolonijki     | część wsi |
| 0770229 | Mały Kaletnik | część wsi |

W latach 1975–1998 miejscowość administracyjnie należała do województwa suwalskiego.

## Historia wsi
Wieś duża, o cechach miasteczka, istniała jeszcze przed rokiem 1780 jako dożywotnia dzierżawa jednego z urzędników królewskich. W pobliżu był folwark, przy którym dziedzic Strzyżewski wzniósł drewniany kościółek. Król Stanisław August stworzył w Kaletniku parafię i kościółek Strzyżewskiego został tu przeniesiony. Spłonął w 1915 roku, podczas działań wojennych. Na jego miejscu wzniesiono nowy, w stylu neoklasycznym. Jest murowany, otynkowany na biało, posiada dwie wieże.
Do zabytków należą brama i kaplica cmentarna - zbudowana na początku XX stulecia.

## Zabytki
Do rejestru zabytków Narodowego Instytutu Dziedzictwa wpisane są następujące obiekty:
- cmentarz parafialny rzymskokatolicki (nr rej.: 619 z 10.01.1989)

## Kaletnik w literaturze
- Szept węża – powieść kryminalno-sensacyjna Roberta M. Rynkowskiego[9].